# 秋篠佳子
秋篠 佳子（あきしの けいこ、本名：横山桂子、1957年9月7日 - ）は、日本の女優。鹿児島女子短期大学卒。

## 出演

### テレビドラマ
- 特捜最前線
- 宇宙刑事ギャバン
- エプロンおばさん
- 仮面ライダーBLACK第13話
- 喪服を着た花嫁
- 西村京太郎トラベルミステリー 第26作 特急おおぞら殺人事件（1994年10月8日） - 大西 役

### 映画
- 拷問貴婦人
- 御慈愛

| スタブアイコン | サブスタブ | この項目は、まだ閲覧者の調べものの参照としては役立たない、俳優（男優・女優）に関連した書きかけの項目です。この項目を加筆・訂正などしてくださる協力者を求めています（P:映画/PJ芸能人）。 |